# 小鸡快跑 (游戏)
《小鸡快跑》是一款由Blitz Games制作、Eidos Interactive发行的平台游戏。游戏根据同名电影《小鸡快跑》改编，于2000年11月在Dreamcast、PlayStation等平台发行。
玩家可以选择Ginger、Rocky、Nick或者Fetcher。在游戏中，玩家需要搜寻Tweedys的农场。
GameRankings给予本游戏53%的分数。